# 姜紫藍
姜紫藍（英語：Color Keung，1984年4月3日—），香港模特兒，前亞洲電視藝員。入行初期為模特兒，後來轉到幕前工作，現時任職全聽攝影師和作家。

## 背景
姜紫藍分別在2001年及2003年畢業於羅定邦中學中五及中七年級，當時曾於2003年以19歲之齡參加過《Yes!》全港校花校草選舉。她其後在2005年主持有線電視《Channel 27》節目。在2006至2007年期間擔任其中一名主持亞洲電視本港台《詩遊記》的節目主持。姜紫藍在2006年入亞洲電視工作，亦參與演出不少亞洲電視劇集。另外，她也參與了一些電影拍攝，例如在電影《金錢帝國》當中飾演「陳細九」（陳奕迅飾演）的七奶。姜紫藍之後在2008年參選亞洲小姐競選。翌年6月遠赴台灣墾丁拍攝其個人寫真散文集，是同期第一本含有散文的少女寫真集。其著作《彌留人生》於2012年出版時更獲台灣書商賞識，於誠品書店上全線上架，並登上騰訊網首頁。她現時創立了自家手作品牌「Miss Ginger」網店。此外，任職全聽攝影師和作家。其攝影作品得到美國Viewbug網站頒發「Rockstar 」獎項。2016年獲香港尖沙咀K11商場邀請開辦首個個人攝影展覧。又曾在香港中文大學進修中文寫作。

## 演出作品

### 電視劇（亞洲電視）
- 2006年：《情陷夜中環2》

### 其他演出（亞洲電視）
- 2006-07年：《詩遊記》其中一名節目主持 (香港大專畢業生)
- 2007年：《慧珊時尚坊》
- 2007年：《第一手真相》

### 其他演出（有線電視）
- 2005年：《Channel 27》節目主持

### 參與演出電影
- 2006年：《情意拳拳》
- 2006年：《拳手愛骰魔》
- 2006年：《我要成名》
- 2006年：《門徒》
- 2009年：《金錢帝國》

## 著作
- 《真我．真的Color照相本子》
- 《80後之愛情事件簿》
- 《彌留人生》(青森文化出版)
- 《潮爸爸．大話妹》(生活書房出版)
- 《獨居女生活說明書》1-2集 （一丁文化出版）
- 《不攬炒愛情生活》（一丁文化出版）